# Cerco de Orleães
O Cerco de Orléans foi uma batalha da Guerra dos Cem Anos que marcou a primeira grande vitória de Joana D'Arc e a primeira grande vitória da França depois da derrota esmagadora de Agincourt em 1415. O início deste cerco marcou o auge do poder inglês nos outros estágios da guerra.
O cerco durou de 12 de outubro de 1428 a 8 de maio de 1429 e marcou um ponto de virada da guerra. Os franceses recuperaram então a iniciativa no conflito e começariam a recapturar territórios anteriormente ocupados pelos ingleses.
A cidade tinha um significado estratégico e simbólico para ambos os lados do conflito. O consenso entre os contemporâneos era que o regente inglês, João de Lencastre, Duque de Bedford, teria conseguido realizar o sonho de seu irmão, o rei inglês Henrique V de conquistar toda a França se Orléans caísse. Durante meio ano, os ingleses e os seus aliados franceses da Borgonha pareciam estar prestes a capturar a cidade, mas o cerco ruiu nove dias após a chegada de Joana D'Arc.

## Antecedentes

### Guerra dos Cem Anos
O cerco de Orléans ocorreu durante a Guerra dos Cem Anos, uma disputa de herança sobre o trono francês entre as casas governantes da França e Inglaterra. O conflito começou em 1337, quando o rei  Eduardo III da Inglaterra decidiu apresentar sua reivindicação ao trono francês, baseado em seu status de filho de Isabel da França e, portanto, da contestada linhagem real francesa.

França, 1428–1429
França leal a Henrique VI da Inglaterra (II da França)
Terras de Filipe III da Borgonha
França leal a Carlos VII de França
Batalhas principais
Batalha de Agincourt, 1415
Jornada para Chinon, 1429
Marcha para Reims, 1429

Após uma vitória decisiva na Batalha de Agincourt em 1415, os ingleses ganharam vantagem no conflito, ocupando grande parte do norte da França. Sob o Tratado de Troyes de 1420, o rei Henrique V da Inglaterra tornou-se regente da França. Por esse tratado, Henrique casou-se com Catarina, a filha do então rei francês, Carlos VI. Henrique sucederia o sogro no trono francês após a morte de Carlos. O Delfim de França (título dado ao herdeiro aparente francês), Carlos, filho do rei francês, foi então deserdado.

### Geografia
Orléans está localizada às margens do rio Loire, no centro-norte da França. Durante o período deste cerco, foi a cidade mais ao norte que permaneceu leal à Casa de Valois, detentora da coroa francesa. Os ingleses e seus aliados da Borgonha controlavam o resto do norte da França, incluindo Paris. A posição de Orléans num grande rio tornou-o no último obstáculo a uma campanha no centro da França. A Inglaterra já controlava a costa sudoeste do país.

### Partido Armagnac
Como capital do Ducado de Orléans, essa cidade teve um significado simbólico na política do início do século XV. Os duques de Orléans estavam à frente de uma facção política conhecida como Armagnacs, que rejeitou o Tratado de Troyes e apoiou as reivindicações do deserdado e banido Delfim Carlos ao trono francês. Essa facção existia há duas gerações. Seu líder, o Duque de Orléans, também na linha de sucessão ao trono, foi um dos poucos combatentes de Agincourt que permaneceu prisioneiro dos ingleses catorze anos após a batalha.
Segundo os costumes da cavalaria, uma cidade que se rendesse a um exército invasor sem luta tinha direito a um tratamento brando por parte do seu novo governante. Uma cidade que resistisse poderia esperar uma ocupação dura. As execuções em massa eram comuns neste tipo de situação. O raciocínio do final da Idade Média estabeleceu que, desde que a cidade de Orléans havia escalado o conflito, ela forçou o uso da violência sobre os ingleses, justificando um senhor conquistador em exigir vingança sobre os cidadãos. A associação da cidade com o partido Armagnac tornava improvável que ela fosse poupada caso caísse.

## Preparativos

### Estado do conflito
Após um breve ataque sobre Hainaut em 1425-26, as forças do Reino da Inglaterra e do Estado da Borgonha renovaram sua aliança e sua ofensiva contra o Delfim da França em 1427. A região Orleanesa a sudoeste de Paris era de fundamental importância, não apenas para controlar o rio Loire, mas também para conectar suavemente a área de operações inglesa no oeste e área de operações da Borgonha no leste. As forças francesas foram amplamente ineficazes antes do ataque anglo-borgonhês até o cerco de Montargis no final de 1427, quando conseguiram forçá-lo a ser levantado. O alívio de Montargis, a primeira ação francesa eficaz em anos, encorajou revoltas esporádicas na região pouco guarnecida e ocupada pelos ingleses de Maine a oeste, ameaçando desfazer os recentes ganhos ingleses.
No entanto, os franceses não conseguiram capitalizar as consequências de Montargis, em grande parte porque a corte francesa estava envolvida em uma luta interna pelo poder entre o Condestável Arthur de Richemont e o Grande Chamberlain Georges de la Trémoille, um novo favorito do Delfim Carlos. Dos líderes militares franceses, João, o "Bastardo de Orléans" (mais tarde chamado de "Dunois"), La Hire e Jean Poton de Xaintrailles eram partidários de La Trémoille, enquanto Carlos de Bourbon, Conde de Clermont, o marechal Jean de Brosse e John Stewart de Darnley (chefe das forças auxiliares escocesas), estavam alinhados com Richemont. O conflito interno francês atingiu tal ponto que os seus partidários lutavam entre si em campo aberto em meados de 1428.
Os ingleses se aproveitaram a paralisia francesa para levantar novos reforços na Inglaterra no início de 1428, reunindo uma nova força de 2.700 homens (450 homens de armas e 2.250 arqueiros longos), trazidos por Thomas Montagu, 4º Conde de Salisbury, que foi considerado o comandante inglês mais eficaz da época. Essas tropas foram reforçadas por novas taxas cobradas na Normandia e em Paris, e acompanhadas por auxiliares da Borgonha e domínios vassalos na Picardia e Champagne, para uma força total que possivelmente chegava a 10.000 combatentes.
No conselho de guerra na primavera de 1428, o regente inglês João de Lencastre, Duque de Bedford determinou que o principal impulso das campanhas militares inglesas seria em direção ao oeste, para esmagar as forças Armagnac restantes no Maine e sitiar Angers. A cidade de Orléans não estava originalmente neste plano. Na verdade, Bedford tinha conseguido um acordo privado com Dunois, cujas atenções estavam focadas no conflito Richemont-La Trémoille, que então assolava violentamente a província do Berry. Como Carlos, duque de Orléans estava na época em cativeiro inglês, teria sido contrário aos costumes da guerra de cavaleiros confiscar os bens de um prisioneiro. Bedford concordou em deixar Orléans em paz, mas, por algum motivo, mudou de ideia logo após a chegada dos reforços ingleses sob Salisbury em julho de 1428. Em um memorando escrito anos depois, Bedford expressou que o cerco de Orléans "foi controlado, Deus sabe por qual conselho", sugerindo que provavelmente foi ideia de Salisbury, não dele.

### Abordagem de Salisbury

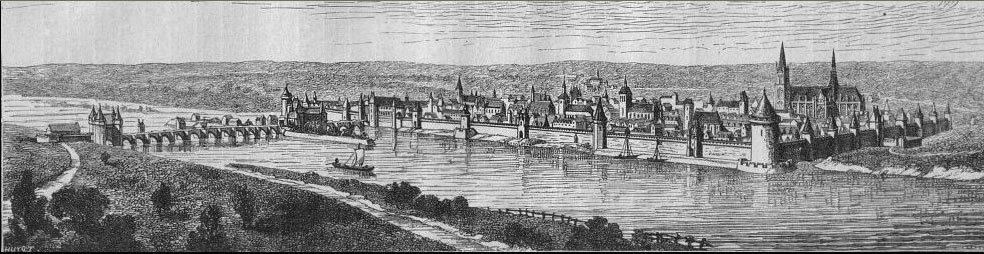
Orléans em 1428-9, época do cerco.

Entre julho e outubro, o conde de Salisbury varreu a zona rural a sudoeste de Paris – recuperando Nogent-le-Roi, Rambouillet e a área ao redor de Chartres. Então, ao invés de continuar para sudoeste até Angers, Salisbury virou abruptamente para sudeste em direção a Orléans. Avançando em direção ao Loire, Salisbury capturou Le Puiset e Janville (com alguma dificuldade) em agosto. A partir daí, ao invés de descer diretamente sobre Orléans vindo do norte, Salisbury saltou sobre a cidade para tomar a zona rural a oeste dela. Ele alcançou o rio Loire em Meung-sur-Loire, que prontamente capturou (um destacamento de seus homens cruzou o rio para saquear a abadia de Cléry ). Ele desceu um pouco o rio, na direção de Blois, para pegar a ponte e o castelo de Beaugency. Salisbury cruzou o Loire naquele ponto e virou para se aproximar de Orléans pelo sul. Ele chegou a Olivet, apenas uma milha ao sul de Orléans, em 7 de outubro. Nesse ínterim, um destacamento inglês, comandado por John de la Pole, irmão do conde de Suffolk, foi enviado para tomar as regiões rio acima, a leste de Orléans: Jargeau caiu em 5 de outubro, Châteauneuf-sur-Loire imediatamente depois. Ainda rio acima, os borgonheses tomaram Sully-sur-Loire. Orléans was cut off and surrounded.
Equipando as defesas de Orléans, João de Dunois observou o aperto do dispositivo inglês e teve o cuidado de preparar a cidade para o cerco. Dunois antecipou corretamente que os ingleses iriam apontar para a ponte, com quase um quarto de milha (400 m) de comprimento, que ligava a costa sul do Loire ao centro da cidade, na costa norte. A ponte passava sobre a ilha ribeirinha de St. Antoine, um local ideal para Salisbury posicionar os canhões ingleses ao alcance do centro de Orléans. No extremo sul da ponte havia uma casa de guarda com torres, Les Tourelles, que ficava no rio, ligada por uma ponte levadiça à margem sul. Dunois ergueu rapidamente um grande baluarte de terraplenagem (Boulevart) na própria costa sul, que ele encheu com o grosso de suas tropas, criando assim um grande complexo fortificado para proteger a ponte. Do outro lado do Boulevart havia um mosteiro Agostiniano, que poderia ser usado como posição de tiro de flanco em qualquer abordagem à ponte, embora pareça que Dunois decidiu não fazer uso dele. Sob suas ordens, os subúrbios ao sul de Orléans foram evacuados e todas as estruturas arrasadas para evitar dar cobertura para os ingleses.

## Estágios iniciais do cerco

### Ataque às Tourelles

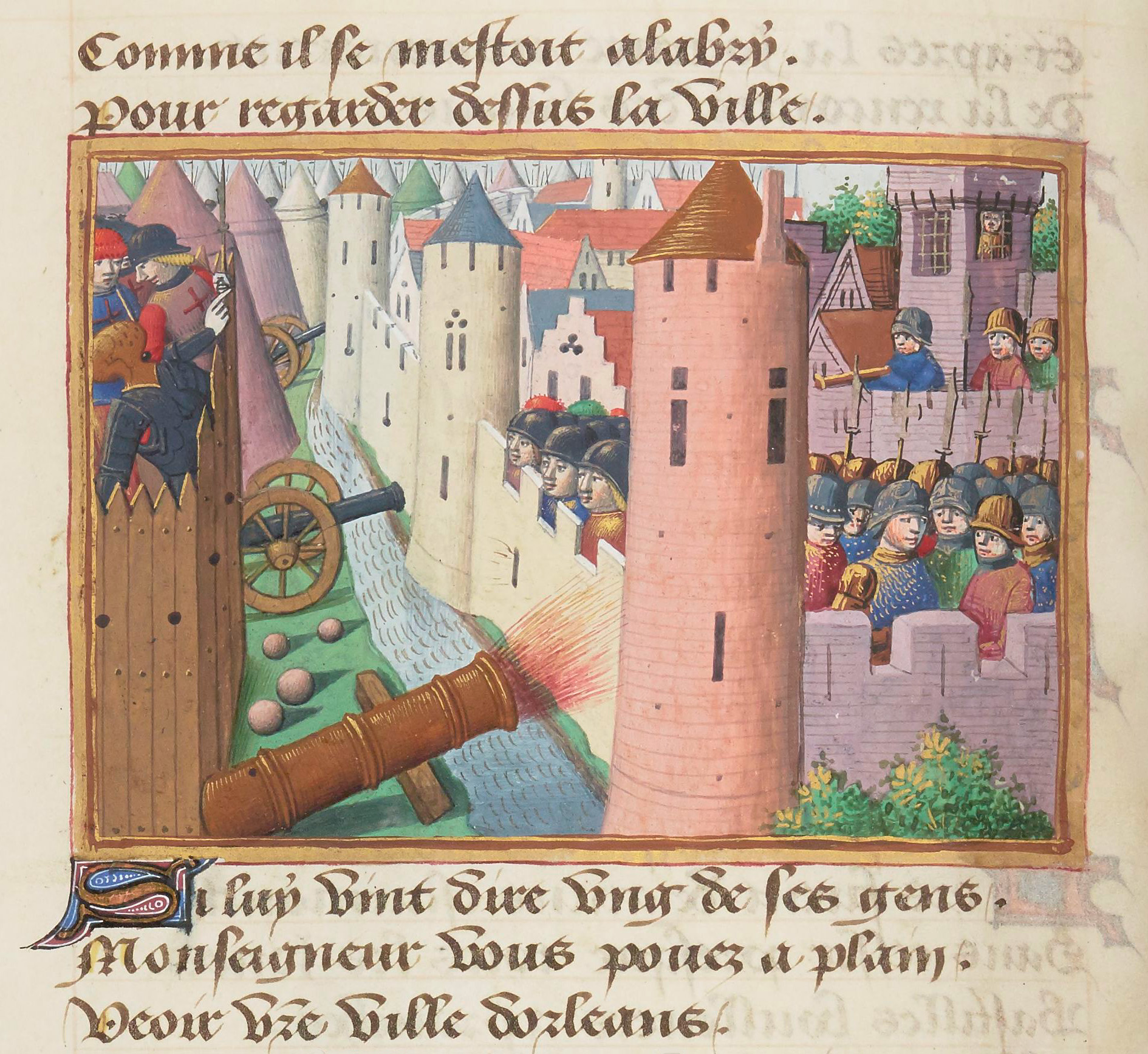
Thomas Montagu, 4º Conde de Salisbury é mortalmente ferido (ilustração de Vigílias de Carlos VII).

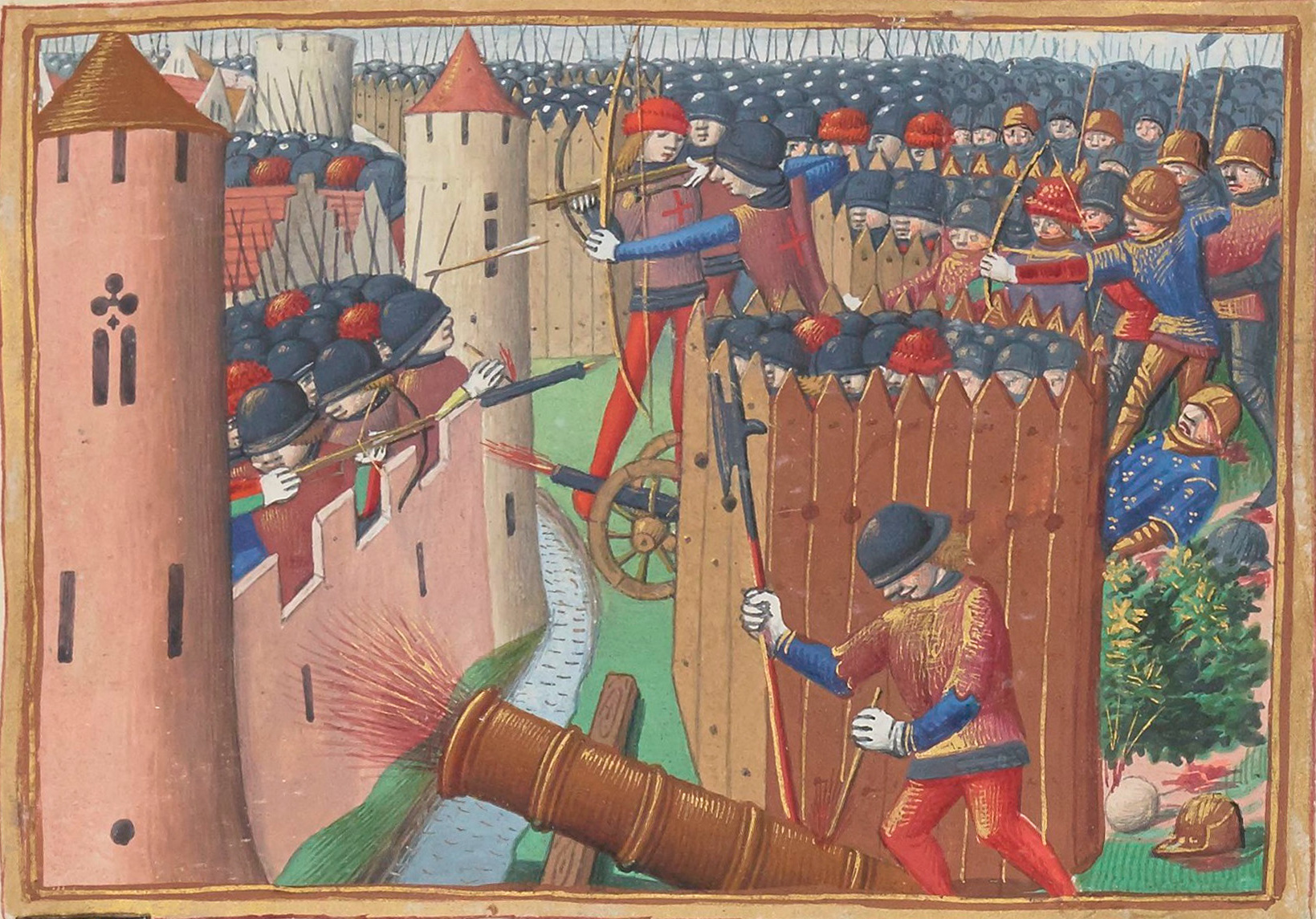
Cerco de Orléans, 1429, com tiros de canhão.

O cerco de Orléans começou formalmente em 12 de outubro de 1428, iniciando-se com um bombardeio de artilharia iniciado em 17 de outubro. Os ingleses atacaram o Boulevart em 21 de outubro, mas os agressores foram detidos por mísseis franceses, redes de corda, óleo escaldante, carvão quente e cal virgem. Os ingleses decidiram não realizar um novo ataque frontal e começaram a minar o baluarte. Os franceses contra-atacaram, incendiaram os suportes de mina e recuaram para as Tourelles em 23 de outubro. Mas as Tourelles foram tomadas de assalto no dia seguinte, 24 de outubro.
 Os franceses que partiam explodiram alguns dos arcos da ponte para evitar uma perseguição direta.
Com a queda das Tourelles, Orléans parecia condenada. Mas a chegada oportuna do Marechal de Boussac com consideráveis reforços franceses impediu que os ingleses reparassem e cruzassem a ponte e tomassem Orléans imediatamente. Os ingleses sofreram outro revés dois dias depois, quando o conde de Salisbury foi atingido no rosto por destroços levantados por tiros de canhão enquanto supervisionava a instalação das Tourelles. As operações inglesas foram suspensas enquanto Salisbury era levado para Meung para se recuperar. Mas depois de permanecer hospitalizado por cerca de uma semana, ele morreu devido aos ferimentos.

### O investimento
A calmaria nas operações inglesas após o ferimento e a morte de Salisbury deu aos cidadãos de Orléans tempo para derrubar os arcos restantes da ponte, impossibilitando a ocorrência de um reparo rápido e de um ataque direto. O novo comandante de cerco nomeado por Bedford em meados de novembro, William de la Pole, duque de Suffolk, decidiu cercar a cidade e submetê-la à fome. Ele não tinha homens suficientes para cercar a cidade com trincheiras contínuas, então montou uma série de obras exteriores, (bastides). Ao longo dos meses seguintes, sete fortalezas foram estabelecidas na margem norte e quatro na margem sul, com a pequena ilha ribeirinha de Carlos Magno (oeste de Orleães) comandando as pontes que ligam as duas margens.
No inverno, uma força da Borgonha com cerca de 1.500 homens chegou para apoiar os sitiantes ingleses.
O estabelecimento das obras exteriores não ocorreu sem dificuldades. A guarnição francesa saiu repetidamente para perseguir os construtores e destruiu sistematicamente outros edifícios (nomeadamente, todas as igrejas) nos subúrbios para evitar que servissem de abrigo para os ingleses durante os meses de inverno. Na primavera de 1429, as instalações externas inglesas cobriam apenas o sul e o oeste da cidade, com o nordeste basicamente deixado aberto (mesmo assim fervilhando de patrulhas inglesas). Contingentes consideráveis de homens de armas franceses podiam afastar as patrulhas e entrar e sair da cidade, mas a entrada de quaisquer provisões e suprimentos com escolta mais leve estava firmemente bloqueada, ali e em outros lugares.

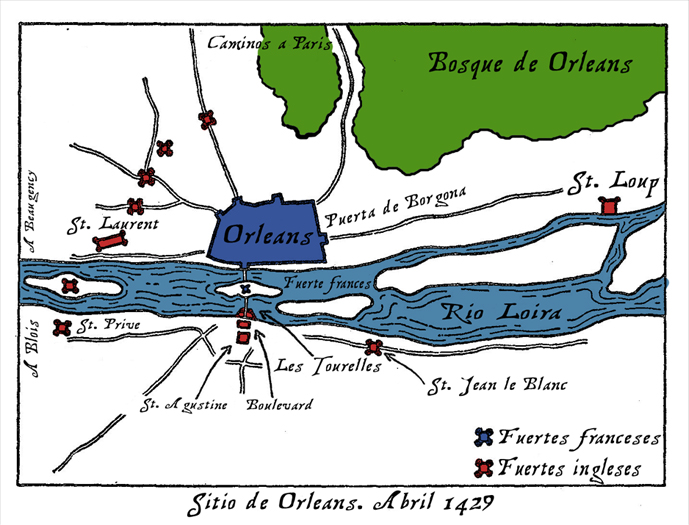
Obras exteriores inglesas durante o cerco de Orléans.

Na margem sul, o centro inglês era o complexo de pontes, composto pela Tourelles-Boulevart e pela agora fortificada Agostinianos. Guardando a abordagem da ponte pelo leste estava a bastilha de St. Jean-le-Blanc, enquanto a oeste do complexo da ponte estava a bastilha de Champ de St. Privé. St. Privé também guardava a ponte para a ilha de Carlos Magno (que tinha outra bastilha). Na margem norte do Loire, do outro lado da ponte Carlos Magno, ficava a bastilha de St. Laurent, o maior baluarte inglês e o centro nevrálgico das operações britânicas. Acima dela havia uma série de obras externas menores, na seguinte ordem: a Bastilha de la Croiz Boisse, a Bastilha des Douze Pierres (apelidada de "Londres"), a Bastilha de Pressoir Aps (apelidada de "Rouen") e, logo ao norte da cidade, a Bastilha de St. Pouair (apelidada de "Paris"), todas no topo das estradas principais.  Depois vinha a grande lacuna nordeste, embora sua parte traseira fosse quase toda coberta pela densa floresta do Bois d'Orléans. Finalmente, a cerca de 2 km a leste da cidade, na margem norte, ficava a isolada Bastilha de St. Loup.
A posição de Orléans parecia sombria. Embora os franceses ainda mantivessem cidadelas isoladas como Montargis ao nordeste e Gien rio acima, qualquer socorro teria que vir de Blois, para o sudoeste, exatamente onde os ingleses concentraram suas forças. Os comboios de provisões tiveram que seguir perigosas rotas tortuosas que giravam para chegar à cidade pelo nordeste. Poucos conseguiram passar, e a cidade logo começou a sentir o aperto. Se Orléans caísse, isso tornaria praticamente impossível a recuperação da metade norte da França e seria fatal para a candidatura do delfim Carlos à coroa. Quando os Estados Gerais franceses se reuniram em Chinon, em setembro de 1428, eles pressionaram o Delfim a fazer a paz com Filipe III da Borgonha "a qualquer preço".

## Batalha dos Arenques

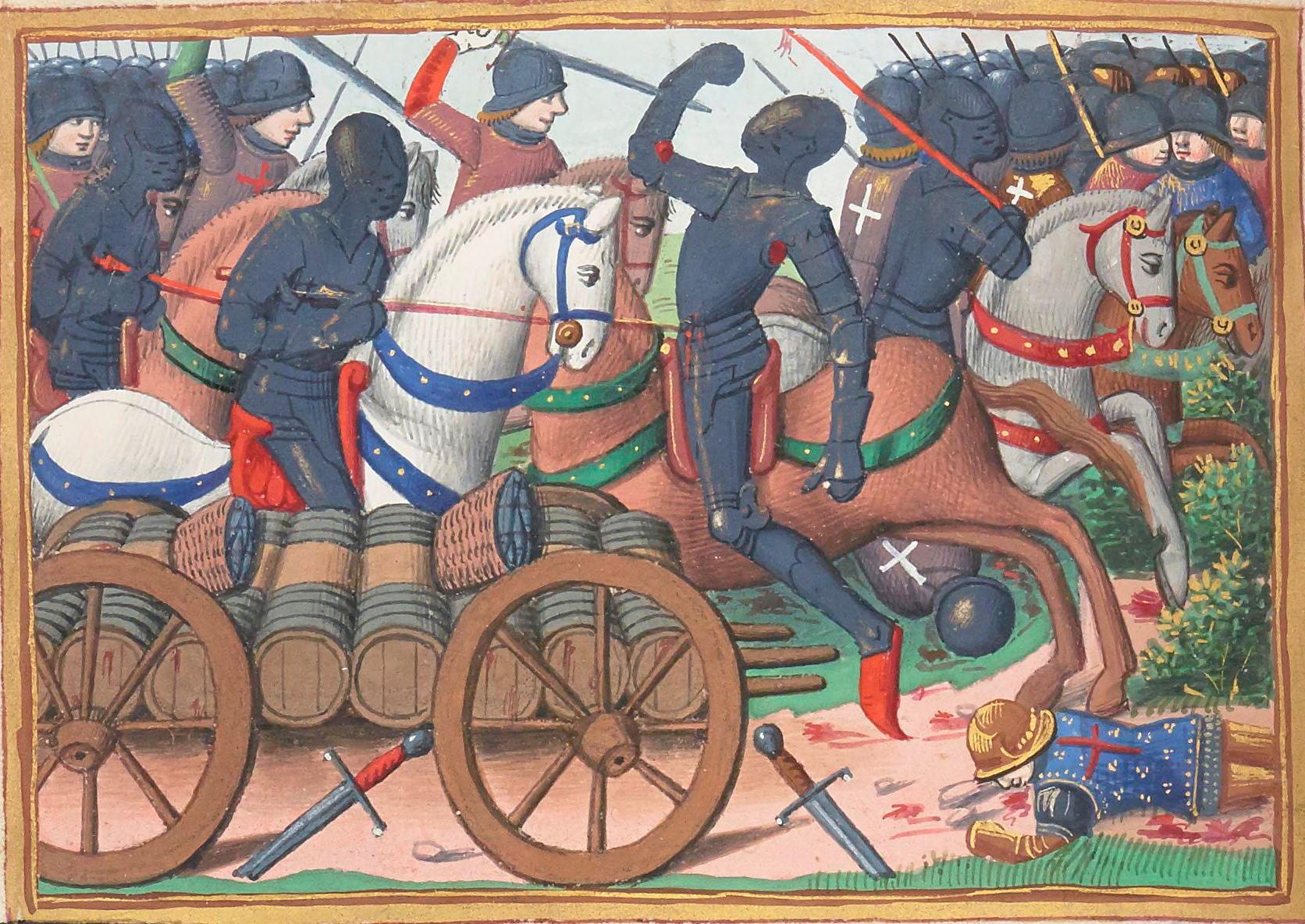
Representação da Batalha de Rouvray, feita no século XV.

A ameaça a Orléans levou os partidários de Richemont e La Trémoille a fazer uma rápida trégua temporária em outubro de 1428. No início de 1429, Carlos de Bourbon, Conde de Clermont reuniu uma força franco-escocesa em Blois para o socorro de Orléans. Ao saber do envio de um comboio de suprimentos inglês de Paris, sob o comando de Sir John Fastolf, para as tropas de cerco inglesas, Clermont decidiu fazer um desvio para interceptá-lo. Ele foi acompanhado por uma força de Orléans comandada por João de Dunois, que conseguiu escapar das linhas inglesas. As forças fizeram junção em Janville e atacaram o comboio inglês em Rouvray em 12 de fevereiro, em um encontro conhecido como a Batalha do Arenques, devido ao comboio estar carregado com um grande suprimento de peixes para a próxima temporada da Quaresma.
Os ingleses, cientes de sua abordagem, formaram um "forte de carros" com os vagões de abastecimento, alinhando a circunferência com arqueiros. Clermont ordenou que os franceses se contivessem e deixassem seus canhões causarem o dano. Mas os regimentos escoceses, liderados por John Stewart de Darnley, insatisfeitos com o duelo de mísseis, decidiram avançar. As linhas francesas hesitaram, sem saber se deveriam seguir ou permanecer atrás conforme ordenado. Vendo os franceses imobilizados ou apenas seguindo-os timidamente, os ingleses perceberam uma oportunidade. A cavalaria inglesa irrompeu do forte de carroças, derrotou os escoceses isolados e repeliu os hesitantes franceses. A desordem e o pânico instalaram-se e os franceses recuaram. John Stewart de Darnley foi morto e João de Dunois foi ferido. Fastolf trouxe os suprimentos em triunfo aos soldados ingleses em Orléans, três dias depois.
A derrota em Rouvray foi desastrosa para o moral francês. Brigas e recriminações se seguiram imediatamente, enquanto Clermont e Dunois se culpavam mutuamente pelo desastre, reabrindo as fissuras entre os partidos Richemont e La Tremoille. Clermont, enojado, abandonou o campo de batalha e retirou-se para suas propriedades, recusando-se a continuar participando dos combates. Mais uma vez, o Delfim Carlos foi aconselhado a pedir a paz com a Borgonha e, caso isso falhasse, considerar abdicar e retirar-se para o Delfinado ou até mesmo exilar-se na Escócia.

## Proposta de rendição
Em março, João de Dunois fez o que esperava ser uma oferta irresistível a Filipe III da Borgonha, oferecendo-se para entregar Orléans a ele, para mantê-la como território neutro em nome de seu meio-irmão cativo Carlos, Duque de Orleans. Um grupo de nobres e burgueses da cidade foi até Filipe para tentar fazê-lo persuadir o duque de Bedford a levantar o cerco para que Orléans pudesse se render à Borgonha. Os termos específicos da oferta feita estão descritos na carta de um comerciante contemporâneo. A Borgonha poderia nomear os governadores da cidade em nome do duque de Orléans, metade dos impostos da cidade iria para os ingleses, a outra metade iria para o resgate do duque preso. Uma contribuição de 10.000 escudos de ouro seria entregue a Bedford para despesas de guerra e os ingleses obteriam acesso militar através de Orléans, tudo em troca do levantamento do cerco e da entrega da cidade aos borgonheses.
O acordo teria dado aos ingleses a oportunidade de passar por Orléans e atacar Burges, a capital administrativa do Delfim, que foi o principal motivador do cerco em si. A Borgonha correu para Paris no início de abril para persuadir o regente inglês João de Bedford a aceitar a oferta. Mas Bedford, certo de que Orléans estava à beira da queda, recusou-se a entregar o seu prêmio. O desapontado Filipe retirou seus auxiliares da Borgonha do cerco inglês furioso. O contingente da Borgonha partiu em 17 de abril de 1429, o que deixou os ingleses com um exército extremamente pequeno para prosseguir o cerco. A decisão revelou-se uma oportunidade perdida e um erro terrível a longo prazo para os ingleses.

## A chegada de Joana a Orléans

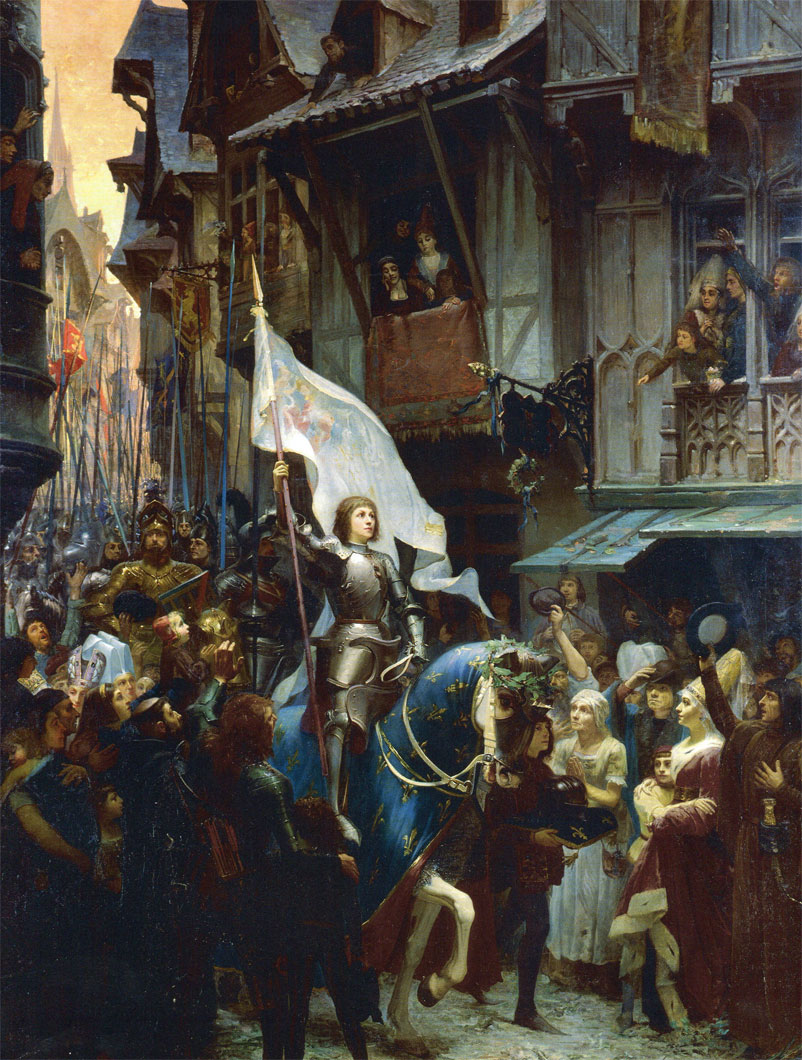
Joana d'Arc entra em Orléans (pintura de Jean-Jacques Scherrer, 1887).

Foi no mesmo dia da Batalha dos Arenques que uma jovem camponesa francesa, Joana d'Arc, se encontrou com Robert de Baudricourt, o capitão Dauphinois de Vaucouleurs, tentando explicar ao cético capitão sua missão divinamente ordenada para resgatar o Delfim Carlos e entregá-lo à sua coroação real em Reims. Ela já havia conhecido e sido rejeitada por Baudricourt duas vezes antes, mas aparentemente dessa vez ele concordou e tomou providências para acompanhá-la à corte do Delfim em Chinon. De acordo com a Chronique de la Pucelle, nesse encontro com Baudricourt, Joana revelou que as forças do Delfim haviam sofrido uma grande derrota perto de Orléans naquele dia. Se ela não fosse enviada a ele logo, haveria outros reveses. Assim, quando a notícia da derrota em Rouvray chegou a Vaucouleurs, Baudricourt convenceu-se da presciência da menina e concordou em acompanhá-la. Qualquer que seja a veracidade da história, que não é aceita por todas as autoridades, Joana deixou Vaucouleurs em 23 de fevereiro e foi para Chinon.
Durante anos, vagas profecias circularam na França a respeito de uma donzela com armadura que resgataria a França. Muitas dessas profecias previam que a donzela de armadura viria das fronteiras da Lorena, onde Domrémy-la-Pucelle, local de nascimento de Joana, está localizado. Como resultado, quando a notícia chegou aos cidadãos sitiados de Orléans sobre a viagem de Joana para ver o rei, as expectativas e esperanças eram altas.
Escoltada por vários soldados de Baudricourt, Joana chegou a Chinon em 6 de março de 1429 e encontrou-se com o cético La Trémoille. Em 9 de março, ela finalmente conheceu o Delfim Carlos, embora tenha demorado mais alguns dias até que ela tivesse uma reunião privada, na qual o Delfim ficou finalmente convencido de seus "poderes" (ou pelo menos de sua utilidade). No entanto, ele insistiu que ela primeiro fosse a Poitiers para ser examinada pelas autoridades eclesiásticas. Com o veredito clerical de que ela não representava nenhum dano e poderia ser levada com segurança, o Delfim Carlos finalmente aceitou seus serviços em 22 de março. Ela recebeu uma armadura de placas, um estandarte, um pajem e arautos.
A primeira missão de Joana foi juntar-se a um comboio reunido em Blois, sob o comando do Marechal Jean de La Brosse, Senhor de Boussac, trazendo suprimentos para Orléans. Foi de Blois que Joana despachou suas famosas missivas aos comandantes de cerco ingleses, autodenominando-se "a Donzela" (La Pucelle), e ordenando-lhes, em nome de Deus, "Vão embora, ou farei vocês irem".
O comboio de socorro, escoltado por cerca de 400 a 500 soldados, finalmente deixou Blois em 27 ou 28 de abril, em uma procissão quase religiosa. Joana insistiu em aproximar-se de Orléans pelo norte (através da região de Beauce), onde as forças inglesas estavam concentradas, com a intenção de combatê-las imediatamente. Mas os comandantes decidiram levar o comboio numa rota tortuosa ao redor do sul (através da região de Sologne) sem avisar Joana, chegando à margem sul do Loire em Rully (perto de Chécy), cerca de seis quilômetros ao leste da cidade. O comandante de Orléans, João de Dunois, saiu para encontrá-los do outro lado do rio. Joana ficou indignada com a enganação e ordenou um ataque imediato a St. Jean-le-Blanc, a bastilha inglesa mais próxima na margem sul. Mas Dunois, apoiado pelos marechais, protestou e, com algum esforço, finalmente convenceu-a a permitir que a cidade fosse reabastecida antes de qualquer ataque. O comboio de provisões aproximou-se do desembarque em Port Saint-Loup, do outro lado do rio da bastilha inglesa de Saint-Loup, na margem norte. Enquanto os escaramuçadores franceses mantinham a guarnição inglesa de Saint-Loup contida, uma frota de barcos de Orléans navegou até o cais para recolher os suprimentos, Joana e 200 soldados. Diz-se que um dos supostos milagres de Joana ocorreu aqui: o vento que trouxera os barcos rio acima inverteu-se subitamente, permitindo-lhes navegar suavemente de volta a Orléans, sob o manto da escuridão. Joana D'Arc entrou triunfante em Orléans no dia 29 de abril, por volta das 20h, para grande alegria da população. O resto do comboio voltou para Blois.

## Levantando o cerco
Nos dias seguintes, para aumentar o moral, Joana percorreu periodicamente as ruas de Orléans, distribuindo alimentos ao povo e salários à guarnição. Ela também enviou mensageiros aos bastiões ingleses exigindo a sua partida, o que os comandantes ingleses saudaram com vaias. Alguns até ameaçaram matar os mensageiros como “emissários de uma bruxa”.
O Jornal do cerco de Orléans, conforme citado em Pernoud, relata várias discussões durante a semana seguinte entre Joana e João de Dunois, o meio-irmão ilegítimo do duque de Orléans e o líder principal dirigindo a defesa da cidade em nome do duque cativo.
Acreditando que a guarnição era pequena demais para qualquer ação, em 1º de maio Dunois deixou a cidade nas mãos de La Hire e dirigiu-se pessoalmente a Blois para conseguir reforços. Durante esse interlúdio, Joana saiu dos muros da cidade e inspecionou pessoalmente todas as fortificações inglesas, a certa altura trocando palavras com o comandante inglês William Glasdale.
Em 3 de maio, o comboio de reforços de Dunois deixou Blois com destino a Orléans. Ao mesmo tempo, outros comboios de tropas partiram de Montargis e Gien em direção a Orléans. O comboio militar de Dunois chegou pelo distrito de Beauce, na margem norte do rio, na madrugada de 4 de maio, à vista da guarnição inglesa de St. Laurent. Os ingleses recusaram-se a desafiar a entrada do comboio devido à sua força. Joana saiu da cidade para acompanhá-lo.

### Assalto a St. Loup
Ao meio-dia daquele dia, 4 de maio de 1429, aparentemente para garantir a entrada de mais comboios de provisões, que haviam seguido a rota tortuosa usual pelo leste, Dunois lançou um ataque à bastilha inglesa de St. Loup, no leste, junto com as tropas de Montargis-Gien. Joana quase perdeu a oportunidade, pois estava cochilando quando o ataque começou, mas se apressou em participar. A guarnição inglesa de 400 militares foi superada em número pelos 1.500 atacantes franceses. Na esperança de desviar os franceses, o comandante inglês, Lord John Talbot, lançou um ataque de St. Pouair, no extremo norte de Orléans, mas foi contido por uma surtida francesa. Depois de algumas horas, St. Loup caiu, com cerca de 140 ingleses mortos e 40 feitos prisioneiros. Alguns dos defensores ingleses de St. Loup foram capturados nas ruínas de uma igreja próxima, e suas vidas foram poupadas a pedido de Joana. Ao ouvir que St. Loup havia caído, Talbot suspendeu o ataque ao norte.

### Assalto aos Agostinianos
O dia seguinte, 5 de maio, era o dia da Ascensão, e Joana pediu um ataque à maior obra externa inglesa, a Bastilha de St. Laurent, a oeste. Mas os capitães franceses, conhecendo a sua força e sabendo que os seus homens precisavam de descanso, persuadiram-na a permitir-lhes celebrar a festa em paz. Durante a noite, num conselho de guerra, foi decidido que a melhor linha de ação seria limpar os bastiões ingleses na margem sul, onde os ingleses eram mais fracos.
A operação começou na madrugada do dia 6 de maio. Os cidadãos de Orléans, inspirados por Joana D'Arc, formaram milícias urbanas em seu nome e apareceram nos portões, para grande desgosto dos comandantes profissionais. Mesmo assim, Joana convenceu os profissionais a permitirem a adesão da milícia. Os franceses cruzaram o rio de Orléans em barcos e barcaças e desembarcaram na ilha de St. Aignan, atravessando para a margem sul através de uma ponte flutuante improvisada, desembarcando no trecho entre o complexo de pontes e a bastilha de St. Jean-le-Blanc. Esse plano era isolar e tomar St. Jean-le-Blanc a partir do oeste, mas o comandante da guarnição inglesa, William Glasdale, sentindo a intenção da operação francesa, já havia destruído apressadamente o trabalho externo de St. Jean-le-Blanc e concentrado as suas tropas no complexo central Boulevart-Tourelles-Augustines.
Antes de os franceses terem desembarcado adequadamente na margem sul, La Hire lançou um ataque precipitado ao ponto forte do Boulevart (uma fortificação periférica ao sul das Tourelles). Isso quase se transformou em um desastre, pois o ataque foi exposto nos flancos ao fogo inglês dos Agostinianos. O ataque foi interrompido quando houve gritos de que a guarnição inglesa da Bastilha de St. Privé, mais a oeste, estava correndo rio acima para reforçar Glasdale e isolá-los. O pânico se instalou e os atacantes franceses recuaram do Boulevart de volta ao local de desembarque, arrastando Joana de volta com eles. Vendo a "bruxa" em fuga e o "feitiço" quebrado, a guarnição de Glasdale irrompeu para persegui-los, mas segundo a lenda, Joana se virou sozinha para eles, ergueu seu estandarte sagrado e gritou Au Nom De Dieu (Em nome de Deus), o que supostamente foi suficiente para impressionar os ingleses a interromperem sua perseguição e retornarem ao Boulevart. As tropas francesas em fuga se viraram e se uniram a ela.
Os comandantes franceses lançaram então um ataque contra o mosteiro fortificado de "Les Augustins", que foi finalmente tomado um pouco antes do anoitecer.
Com os Agostinianos em mãos francesas, a guarnição de Glasdale foi bloqueada no complexo de Tourelles. Naquela mesma noite, o que restou da guarnição inglesa em St. Privé evacuou o seu trabalho externo e foi para o norte do rio para se juntar aos seus camaradas em St. Laurent. Glasdale estava isolado, mas podia contar com uma guarnição inglesa forte e bem instalada de 700 a 800 soldados.

### Assalto às Tourelles

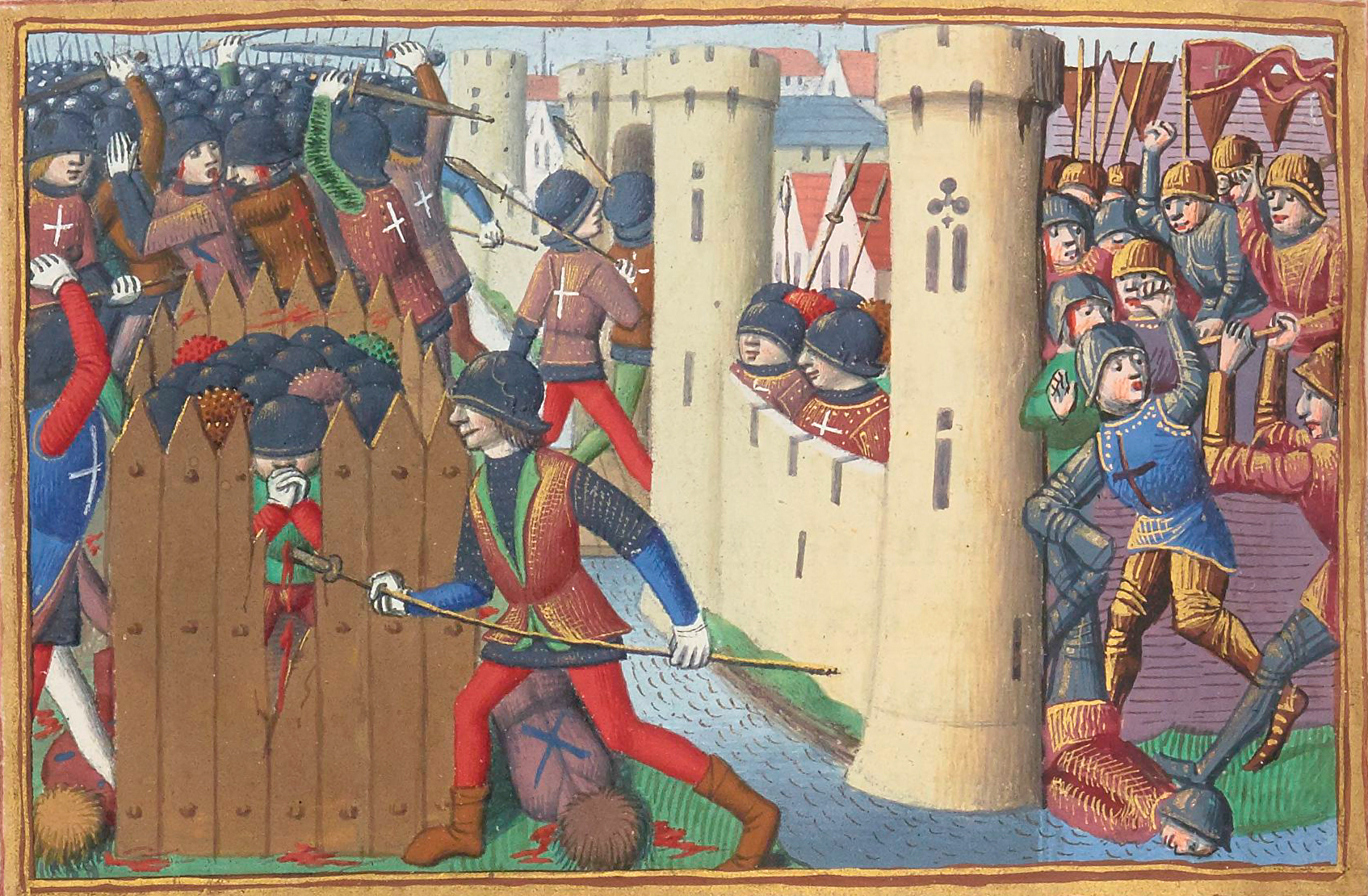
Representação do século XV das tropas francesas atacando um forte temporário de madeira inglês, no cerco de Orléans.

Joana foi ferida no pé ao pisar em uma estaca de metal durante o ataque aos Agostinianos e foi levada de volta a Orléans durante a noite para se recuperar. Como resultado, não participou do conselho de guerra noturno. Na manhã seguinte, 7 de maio, ela foi convidada a ficar de fora do ataque final ao Boulevart-Tourelles, mas ela se recusou e despertou para se juntar ao acampamento francês na margem sul, para alegria do povo de Orléans.
 Os cidadãos cobraram mais taxas em seu nome e começaram a reparar a ponte com vigas para permitir um ataque bilateral ao complexo. A artilharia foi posicionada na ilha de Saint-Antoine.
No início da manhã, Joana foi atingida enquanto estava na trincheira ao sul das Tourelles, por uma flecha de arco longo entre o pescoço e o ombro esquerdo e foi levada embora às pressas. Os rumores de sua morte reforçaram os defensores ingleses e diminuíram o moral francês. Mas, segundo testemunhas oculares, ela voltou mais tarde durante a noite e disse aos soldados que um ataque final levaria à fortaleza. O confessor/capelão de Joana, Jean Pasquerel, afirmou mais tarde que a própria Joana teve algum tipo de premonição ou presciência de seu ferimento, afirmando no dia anterior ao ataque que "amanhã o sangue fluirá do meu corpo acima do meu peito". Outros ataques contra as Tourelles durante o dia foram rechaçados. À medida que a noite se aproximava, João de Dunois decidiu deixar o ataque final para o dia seguinte. Informada da decisão, Joana partiu para um período de oração silenciosa e depois regressou à área a sul das Tourelles, dizendo às tropas que quando a sua bandeira tocasse a muralha da fortaleza o local seria deles. Quando um soldado gritou "Está tocando! [a parede]", Joana respondeu "Tout est vostre, et y entrez!" ("Tudo é de vocês, entrem!"). Os soldados franceses avançaram, subindo as escadas da fortificação.
Os franceses venceram e forçaram os ingleses a sair do boulevart e voltar ao último reduto das Tourelles. Mas a ponte levadiça que os ligava cedeu e Glasdale caiu no rio e morreu. Os franceses prosseguiram para atacar as próprias Tourelles, de ambos os lados (a ponte agora estava reparada). As Tourelles, meio queimadas, foram finalmente capturadas à noite.
As perdas inglesas foram pesadas. Contando outras ações do dia (nomeadamente a intercessão de reforços apressados para a defesa), os ingleses sofreram quase mil mortos e 600 prisioneiros. 200 prisioneiros franceses foram encontrados no complexo e libertados.

## Fim do cerco
Com a tomada do complexo das Tourelles, os ingleses perderam a margem sul do Loire. Não fazia sentido continuar o cerco, já que Orléans poderia agora ser facilmente reabastecida.
Na manhã de 8 de maio, as tropas inglesas na margem norte, sob o comando do conde de Suffolk e de Lord John Talbot, demoliram suas instalações externas e reuniram-se em ordem de batalha no campo perto de St. Laurent. O exército francês comandado por Dunois alinhou-se diante deles. Eles ficaram frente a frente, imóveis, por cerca de uma hora, antes que os ingleses se retirassem do campo e marchassem para se juntar a outras unidades inglesas em Meung, Beaugency e Jargeau. Alguns dos comandantes franceses pediram um ataque para destruir o exército inglês naquele momento. No entanto, Joana D'Arc teria proibido isso por ser domingo.

## Consequências
Os ingleses não se consideraram derrotados. Embora tenham sofrido um revés e perdas imensas na própria Orléans, o perímetro circundante da região orleanesa – Beaugency, Meung, Janville, Jargeau – ainda estava em suas mãos. Na verdade, seria possível aos ingleses reorganizarem-se e retomarem o cerco de Orléans pouco depois, dessa vez talvez com mais sucesso, uma vez que a ponte estava agora reparada e, portanto, mais suscetível de ser tomada de assalto. A prioridade de Suffolk naquele dia (8 de maio) era salvar o que restava das forças inglesas.
Os comandantes franceses perceberam isso, Joana nem tanto. Saindo de Orléans, ela encontrou o Delfim Carlos fora de Tours em 13 de maio para relatar sua vitória. Ela imediatamente convocou uma marcha para nordeste em Champagne, em direção a Reims, mas os comandantes franceses sabiam que primeiro teriam que retirar os ingleses de suas posições perigosas no Loire.
A Campanha do Loire começou algumas semanas depois, após um período de descanso e reforço. Soldados voluntários e suprimentos aumentaram o exército francês, ansiosos por servir sob a bandeira de Joana D'Arc. Até mesmo o condestável condenado ao ostracismo Arthur de Richemont acabou sendo autorizado a participar da campanha. Após uma série de breves cercos e batalhas em Jargeau (12 de junho), Meung (15 de junho) e Beaugency (17 de junho), o Loire estava de volta às mãos dos franceses.  Pouco depois, um exército de reforço inglês vindo de Paris sob o comando de John Talbot foi derrotado na Batalha de Patay (18 de junho), a primeira vitória de campo significativa para as forças francesas em anos. Os comandantes ingleses, o Conde de Suffolk e Lord Talbot, foram feitos prisioneiros nessa campanha. Só depois disso os franceses se sentiram seguros o suficiente para atender ao pedido de Joana de uma marcha sobre Reims.
Depois de alguma preparação, a marcha sobre Reims começou em Gien em 29 de junho. O Delfim seguiu Joana e o exército francês através do perigoso território da Champagne, ocupado pela Borgonha. Embora Auxerre (1 de julho) tenha fechado seus portões e recusado sua entrada, Saint-Florentin (3 de julho) cedeu, assim como, após alguma resistência, Troyes ( 11 de julho) e Châlons-sur-Marne (15 de julho). Eles chegaram a Reims no dia seguinte e o Delfim, com Joana ao seu lado, foi finalmente consagrado rei Carlos VII da França, em 17 de julho de 1429.

## Legado
A cidade de Orléans comemora o levantamento do cerco com um festival anual, incluindo elementos modernos e medievais e uma mulher representando Joana D'Arc com armadura completa montada em um cavalo. Em 8 de maio, Orléans celebra simultaneamente o levantamento do cerco e o Dia da Vitória na Europa, o dia em que Alemanha nazista se rendeu aos Aliados para acabar com a Segunda Guerra Mundial na Europa.

## Leituras adicionais
- Cooper, Stephen (2010). The Real Falstaff: Sir John Fastolf and the Hundred Years' War. [S.l.]: Pen & Sword Military. ISBN 978-1-84884-123-9
- Nicolle, D. (2001). Orléans 1429: France turns the tide (PDF). [S.l.]: Osprey Publishing. ISBN 978-1-84176-232-6. Consultado em 7 de maio de 2018. Cópia arquivada (PDF) em 18 de setembro de 2020